# 3-etil-2,5-dimetilhexano
El 3-etil-2,5-dimetilheptano es un alcano de cadena ramificada con fórmula molecular C10H22.